# Bairrada DOC
Bairrada é uma região vinícola portuguesa situada na província da Beira Litoral e região do Centro (Região das Beiras), que se estende entre Águeda e Coimbra até às dunas do litoral Atlântico. A região tem a classificação DOC — Denominação de Origem Controlada — e destaca-se pelos tintos de cor densa e elevados taninos, da casta local Baga, embora se notabilize também pelos vinhos brancos e espumantes qualidade, resultado da diversidade de solos. A Bairrada faz fronteira a norte com a região de Lafões (IPR) e a este com a Dão (DOC) e o seu território está englobado na região vitivinícola com a indicação geográfica Beira Atlântico.
A certificação da DOC Bairrada é feita pela Comissão Vitivinícola da Bairrada.

## Características
A Bairrada tem um clima suave, temperado pela proximidade do Oceano Atlântico. Nesta região de terras planas destacam-se dois tipos de solos que originam vinhos diversificados: os argilosos ou barrentos, que deram origem ao nome Bairrada, e os solos arenosos.
Apesar da produção de vinho existir desde o século X, foi no século XIX que se transformou numa região produtora de vinhos de qualidade tintos, brancos e espumantes, com os viajantes a pararem nesta região para comerem o famoso leitão da Bairrada e beberem os seus afamados vinhos.

## Castas
- Principais castas tintas: Baga, Alfrocheiro, Camarate, Castelão, Jaen, Touriga Nacional, Aragonez, não podendo a casta Baga representar menos de 50%.[3]

- Principais castas brancas: Maria Gomes, Arinto, Bical, Cercial, Rabo de Ovelha, Verdelho.

A casta local Baga é a variedade tinta dominante na região. Cultivada nos solos argilosos, origina vinhos carregados de cor e muito ricos em taninos, que lhes dão elevada longevidade. Nas castas brancas, plantadas nos solos arenosos da região, destacam-se as castas Bical e Fernão Pires, na região denominada Maria Gomes, que origina vinhos brancos delicados e aromáticos. Os espumantes naturais da região são muito utilizados a acompanhar a cozinha local, como o tradicional Leitão. Recentemente, foi permitido na região DOC da Bairrada plantar castas internacionais, como a Cabernet Sauvignon, Syrah, Merlot e Pinot Noir que partilham os terrenos com as castas portuguesas.

## Vinhos
A designação DOC Bairrada pode ser utilizada em Vinhos Brancos, Tintos, Rosados e Espumantes e em Aguardentes Bagaceiras.

## Municípios
Águeda, Anadia, Cantanhede, Mealhada e Oliveira do Bairro, integra ainda uma parte dos concelhos de Aveiro, Vagos e Coimbra. A capital da Bairrada é Anadia.